# Michel Terestchenko (homme d'affaires)
Pour les articles homonymes, voir Terechtchenko.
Ne doit pas être confondu avec Michel Terestchenko (philosophe).
 (octobre 2018).
Si vous disposez d'ouvrages ou d'articles de référence ou si vous connaissez des sites web de qualité traitant du thème abordé ici, merci de compléter l'article en donnant les références utiles à sa vérifiabilité et en les liant à la section « Notes et références ».
Michel Terestchenko, né le 15 septembre 1954 à Paris, est un homme d'affaires et homme politique franco-ukrainien. Il relance la culture du lin en Ukraine. De 2015 à 2020, il est maire de la ville de Hloukhiv. 

## Biographie

### Famille
Michel Terestchenko naît le 15 septembre 1954 à Paris. Son père, Pierre Terestchenko (Petro Terechtchenko) (1919-2004), vivait en France mais a travaillé aux États-Unis et au Brésil en tant que chimiste. Il a développé la technologie pour la production de biocarburant à partir de colza . Son grand-père, Mykhailo Terechtchenko (1888-1956), a été ministre des Finances puis des Affaires étrangères du Gouvernement provisoire de l'Empire russe.
Il est le cousin du philosophe Michel Terestchenko et du photographe Ivan Terestchenko.

### Carrière professionnelle
Michel Terestchenko est diplômé d'une école de commerce. Il a servi dans les forces armées françaises. Il était président d'une société de production de matériel de plongée. En 1994, il s'est rendu pour la première fois en Ukraine en tant que touriste. En 2002, il s'est rendu pour la première fois à Hloukhiv, la ville de ses ancêtres. Cette année-là, il a décidé d'immigrer en Ukraine.
Depuis 2003, il vit à Hloukhiv et à Kiev. Le 21 mars 2015, le président Petro Porochenko lui remet un passeport de citoyen ukrainien.

### Maire de Hloukhiv
Le 25 octobre 2015, lors des élections locales, il remporte la mairie d'Hloukhiv avec 64,6 % des voix ; son adversaire, Youri Bourlaka, maire sortant et membre du Parti des régions, obtient 31 % des voix. Il affirme vouloir exercer son mandat pour seulement deux ans. Il doit rapidement faire face à des problèmes de corruption. La ville, située à trois kilomètres de la frontière avec la Russie, est sujette à la contrebande.  
À l’initiative de Terestchenko et dans le cadre de la décommunisation à Hloukhiv, un monument à la gloire de Lénine a été démoli et un monument dédié au poète Taras Chevtchenko a été érigé.
Il annonce le 1er octobre 2018 sa démission de la mairie d'Hloukhiv pour se porter candidat à l'élection présidentielle de 2019. Il affirme à cette occasion : « Nous avons réussi à démontrer que l’Ukraine et ses habitants peuvent vivre normalement, sans corruption ». 
Il reprend ses fonctions de maire lors de l'application de la loi martiale, instaurée pour un mois à la suite de l'incident du détroit de Kertch. Il retire sa candidature à l'élection présidentielle en faveur de celle d'Andri Sadovy le 3 janvier 2019.
Lors des élections législatives de 2019, il se présente sans succès dans la circonscription de sa ville (no 159), sous les couleurs de Samopomitch. Son épouse, Olena Terestchenko, est en huitième position sur la liste conduite par Mikheil Saakachvili.
Il ne brigue pas un nouveau mandat de maire lors des élections locales de 2020.